# Тончхан-ри
Тончхан-ри (известна и като Пхондон-ри) е ракетна база и космодрум на западния бряг на КНДР. Това е най-големият и модерен космодрум в страната. Открит е на сателитни снимки, и се намира в хълмиста местност недалеч от границата с Китай. Построен е на мястото на едноименно село, което е било преместено в хода на строежа. Космодрумът се състои от кула за изстрелване с височина 40 метра, свързана с железопътна линия, площадка за тестване на двигатели, контролен център, както и резервоар за гориво и окислител, свързан с основните сгради. Съоръженията са много по-добре защитени от тези на Мусудан-ри и ракетите могат да се подготвят за изстрелване в много по-кратък срок от време.